# Чогори
Чогори́ (К2, Дапсанг, Годуин-Остен; урду کے ٹو‎; кит. упр. 乔戈里峰, пиньинь Qiáogēlǐ Fēng; 8611 м, 8614 м) — вторая по высоте горная вершина Земли (после Джомолунгмы). Самый северный восьмитысячник мира. Находится в горной системе Каракорум к северо-западу от Гималаев, в хребте Балторо на границе Гилгит-Балтистана (части Кашмира, с 1948 года управляемой Пакистаном) и Синьцзян-Уйгурского автономного района Китая (область Транс-Каракорумского тракта была передана Пакистаном Китаю в 1963 году, эта уступка территории не признаётся Индией).
Чогори известна как «Дикая гора» (Savage Mountain) из-за чрезвычайной сложности восхождения. Достигнуть пика Чогори с китайской стороны труднее и опаснее, поэтому на него обычно поднимаются с пакистанской стороны. Чогори стала последним восьмитысячником, покорённым в зимний период. Восхождения почти всегда совершались в июле и августе, самые тёплые месяцы года; более северное расположение K2 делает его более восприимчивым к ненастной и холодной погоде.

## История

### Название
Чогори называют горой с множеством имён. Она была обнаружена англичанами в 1856 году в рамках топографической экспедиции, определявшей границы между Кашмиром, принадлежавшим тогда Британской империи, и Китаем (проект по демаркации британской территории в Индии начался в 1802 году). Гора была обозначена «К2» как вторая вершина Каракорума (отсюда и сокращение «К»). Исследователи старались узнать местные названия и позднее вершины, обозначенные как К1, К3, К4 и К5, были переименованы и в настоящее время называются Машербрум, Гашербрум IV, Гашербрум II и Гашербрум I соответственно. Из-за отдалённости и труднодоступности К2 (ближайший населённый пункт находится в 120 км, вид на неё издалека заслоняют другие горы), как и в случае с Эверестом, местного названия горы не существовало. Было предложено назвать её в честь исследователя Генри Годвин-Остена, но это название было отклонено Королевским географическим обществом. Поэтому исторически сложилось так, что наиболее известным в Европе осталось техническое название К2. В СССР до 1950-х годов гора подписывалась на картах как Годуин-Остен, а потом — Чогори.
Американский альпинист Джордж Белл назвал К2 «дикой горой, которая пытается тебя убить» — и это прозвище «Дикая гора» (Savage mountain) закрепилось за Чогори, которую также называют «королём гор», «горой восходителей» и «горой всех гор». Местное название К2 с китайской стороны — Дапсанг (Dapsang).

### История восхождений
Первая попытка восхождения была совершена в 1902 году Оскаром Эккенштейном и Алистером Кроули, однако была достигнута лишь высота 6525. В 1909 году Луиджи Амедео, герцог Абруццкий поднялся на К2 до отметки 6199 м (или же 6251 м), но отступил, когда обнаружил, что ребро хребта (теперь называющегося в его честь) слишком длинное и крутое для носильщиков-балти. В 1910 году на лекции в Милане он объявил: «Если когда-нибудь нога человека и ступит на сверкающую вершину К2, то это будет авиатор, а не альпинист».
До покорения вершины три американские экспедиции безуспешно пытались достичь её. Экспедиции 1938 и 1953 годов организовал Чарльз Хьюстон, экспедицию 1939 года — Фриц Висснер. Первая достигла отметки 7925 м, вторая открыла счёт смертельным случаям на горе, третья, 1953 года была названа Райнхольдом Месснером «самой потрясающей неудачей, которую только можно себе представить».
Первой достигла вершины К2 итальянская экспедиция 1954 года под руководством геолога Ардито Дезио (11 альпинистов и 440 портеров). Базовый лагерь был установлен 28 мая, 21 июня от горной болезни скончался альпинист Марио Пучос, 31 июля итальянские альпинисты Лино Лачеделли и Акилле Компаньони (при поддержке Пино Галотти и Вальтера Бонатти, доставивших кислород из лагеря 7 в лагерь 9) первыми поднялись на вершину К2. Для подъёма итальянцы использовали юго-восточное «ребро Абруцци», которое сейчас является наиболее популярным маршрутом подъёма на К2 (им пользуются до трёх четвертей альпинистов, покоряющих эту гору). Экспедиция закончилась чередой судебных разбирательств: Компаньони обвинял Бонатти в плохом обращении с баллонами (которые пришлось выбросить, завершив восхождение без них), Бонатти, в свою очередь, обвинял Компаньоли в намеренном передвижении 9-го лагеря, дабы он с Галотти не смог осуществить бросок к вершине.
Первой женщиной, поднявшейся на Чогори, была польская альпинистка Ванда Руткевич (1986).
Американская экспедиция «К-2» 6 марта 1987 года сообщила, что согласно сделанным со спутника измерениям, высота горы находится в пределах от 8858 до 8908 м, тем самым она является высочайшей в мире. 13 августа 1987 эти измерения были опровергнуты китайскими топографами, которые определили высоту Эвереста как 8848 метров, а К2 как 8611 метров.
Впервые в истории стран бывшего СССР на вершину поднялись 1 августа 1992 года Владимир Балыбердин (Россия) и Геннадий Копейка (Украина), 3 августа 1992 года — Алексей Никифоров (Россия) в составе международной экспедиции под руководством Балыбердина. Летом 1996 года сборная команда российских альпинистов из Тольятти под руководством Ивана Душарина поднялась на Чогори по Северному ребру.
Летом 2007 года сборная команда России по альпинизму под руководством Виктора Козлова проложила на вершину новый маршрут по ранее непройденной Западной стене, ставший самым сложным из существующих. 21—22 августа на вершину поднялись 11 участников экспедиции: Андрей Мариев и Вадим Попович (21.08), Николай Тотмянин, Алексей Болотов, Глеб Соколов, Евгений Виноградский, Виктор Володин, Виталий Горелик, Геннадий Кириевский, Ильяс Тухватуллин и Павел Шабалин (22.08). Восхождение было осуществлено без использования кислородного оборудования.
По состоянию на 2015 год на вершину К2 проложено 10 различных маршрутов. Большинство со стороны Пакистана.
Самое массовое восхождение на вершину за всю историю её покорения состоялось 22—23 июля 2018 года, когда в условиях идеальной погоды на вершину поднялись 63 альпиниста, из которых один погиб, став 85-й жертвой горы.
22 июля 2018 года польский альпинист Анджей Баргель (пол. Andrzej Bargiel) стал первым в мире, спустившимся с вершины К2 на горных лыжах.
Долгое время ни одна из попыток восхождения на Чогори зимой не увенчивалась успехом, пока 16 января 2021 года группа непальских альпинистов (10 человек) во главе с Нирмалом Пурджей не совершила первое в истории восхождение на вершину К2 в зимний период. Один из участников восхождения — Нирмал Пуржа (Nirmal Purja) — объявил о том, что не использовал при восхождении кислородные баллоны. Таким образом Чогори стал последним восьмитысячником, покорённым зимой и без использования кислородных баллонов.
В отличие от других восьмитысячников, покорённых маршрутами со всех хребтов, до сих пор никому не удалось восхождение с восточного склона Чогори.

## Восхождение на вершину
Восхождение на Чогори осуществляется со стороны Пакистана. Технически оно является намного более сложным, чем восхождение на высочайшую вершину планеты Эверест. Среди технически сложных участков — Дымоход, вертикальная щель высотой примерно 30 м, расположенная чуть ниже второго лагеря, и Чёрная пирамида, скала более 450 м высотой, расположенная между 2-м и 3-м лагерями. Между 3-м и 4-м лагерями находится лавиноопасное «Плечо». В 400 метрах от вершины находится опасный участок под названием "Бутылочное горлышко — 100-метровый траверс, проходящий под высоким сераком.
Базовый лагерь находится на высоте примерно 5100 м. Следуя маршрутом по ребру Абруцци, 1-й лагерь разбивается на высоте около 6065 м, второй — около 6700 м, третий — около 7250 м и четвёртый — 7680 м, почти в километре от вершины по вертикали. Лишь четвёртый лагерь находится на относительно ровном участке, палатки остальных трёх лагерей ставятся на склонах, причём на высоте третьего лагеря он особенно покатый. Установленные верхние лагеря и протянутые верёвки нередко сносятся и повреждаются лавинами.
По опасности гора занимает второе место среди восьмитысячников после Аннапурны. К середине 2008 года на вершине Чогори побывало 284 человека (к тому времени на Эверест поднялось 3684 человека), 66 погибли при попытке восхождения. К 2018 году на горе погибло 85 человек; по данным на июнь этого года коэффициент смертности составлял 23 % на 367 попыток восхождения. К августу 2022 года на вершине побывали 700 человек (190 из них — в 2022 году), число погибших возросло до 96, коэффициент смертности уменьшился до 13,7 %.
На склоне выше базового лагеря расположен мемориал Гилки (Джилки), названный так в память Арта Гилки, и посвящённый всем погибшим здесь альпинистам.

### Статистика
| Год  | Количество восхождений | Смертность          | Процент |
| ---- | ---------------------- | ------------------- | ------- |
| 1986 |                        |                     |         |
| 1995 |                        |                     |         |
| 2018 | 62                     | 11 (3 пострадавших) |         |
| 2022 | 190                    |                     |         |
| 2023 |                        |                     |         |
| 2024 |                        |                     |         |

К концу июля 2022 года на вершину К2 было совершено рекордное количество восхождений — свыше 190, причём более 145 из них были предприняты в 24-часовое погодное окно 22 июля. Альпинист Алан Арнетт написал по этому поводу:

Модель Эвереста теперь официально принята на К2. Я однажды писал, что К2 никогда не станет Эверестом — я ошибался.Оригинальный текст (англ.)The Everest model is now official on K2… I [once] wrote that K2 would never become Everest … I was wrong.

## Трекинг к базовому лагерю
Трекинг к базовому лагерю Чогори (К2) проходит по пустынной каменистой местности. Растительность редкая, проточная вода встречается часто, поскольку вдоль всего маршрута находится ледник. Трекинг занимает в среднем 2 дня и не требует специальной физической подготовки.
Маршрут из Скарду проходит через пункты Асколе, Джхолу, Пайю (3666), Урдакаш (3950), откуда видны Катедрал-пик и Башни Транго, лагеря Горо II (4300) и Конкордия (4550, 12 км до базового лагеря), где сливаются ледники Балторо и Годвин-Остена и открывается вид на саму Чогори. Идти приходится то набирая, то снижая высоту. Основным препятствием является пересечение водных потоков и каменистых морен.

## В кинематографе
- «К2: Предельная высота» — приключенческий фильм 1991 года.
- «Вертикальный предел» — приключенческий фильм 2000 года.
- «Ген высоты 2. Гора всех гор» — документальный фильм 2022 года.